# Vlag van Neuquén

Vlag van Neuquén

De vlag van Neuquén bestaat uit drie verticale banen in de kleurencombinatie lichtblauw-wit-lichtblauw, een verticale variant van de drie banen van de vlag van Argentinië.
In het midden van de witte baan staat een silhouet van de slangeden (Araucaria araucana), een conifeer die van nature groeit in Neuquén en andere delen van het westen van Argentinië en ook in centraal Chili.
Achter de afbeelding van de boom wordt de besneeuwde vulkaan Lanín getoond. De boom en de vulkaan worden omringd door zestien gele sterren (als symbool voor de zestien departementen van de provincie), een grote rode ster (als symbool van de Argentijnse federatie) en groene bladeren.
De vlag is in gebruik sinds 13 november 1989.